# Station Tyniec Legnicki
Station Tyniec Legnicki is een spoorwegstation in de Poolse plaats Tyniec Legnicki.